# Trianaea speciosa
Trianaea speciosa là loài thực vật có hoa trong họ Cà. Loài này được (Drake) Soler. miêu tả khoa học đầu tiên năm 1898.